# 默林·波尔青
默林·波尔青（德語：Merlin Polzin；1990年11月7日—）是一位德国足球教练，自2024年11月起起执教德乙俱乐部汉堡，并于2024-25赛季率队成功升入德甲。

## 足球生涯
波尔青出生于汉堡，自幼在布拉姆费尔德区长大。5岁生日那天，他开始在布拉姆费尔德体育俱乐部踢足球。波尔青在那里经历了所有的青年队，最终在2009-10赛季晋升至一线队，随队参加了第6级的汉堡州级联赛。在跟队赢得联赛冠军并升入汉堡高级联赛后，他于2010-11赛季也参加了一场第5级比赛。2011年，21岁的波尔青因脚趾关节炎不得不挂靴。
从2011年至2012年底，波尔青在汉堡体育俱乐部的青训中心担任助理教练，期间还参与了比赛分析、球员考察和学校培训等工作。自2012-13年冬季学期，他开始在奥斯纳布吕克大学攻读德语和体育教学学位。2014-15赛季，波尔青转投奥斯纳布吕克足球俱乐部青训营，成为时任U17梯队主教练丹尼尔·丘内的助手。他们携手并进，并最终在U17北部地区联赛中获得亚军，成功晋级U17德甲（北部/东北赛区）。2015-16赛季开始后不久，丘内接手U19梯队，因此波尔青改为协助后任U17主教练汉约·福克斯及其继任者亚历山大·乌克洛夫。然而至赛季结束后，球队排名联赛垫底，重新降入至U17北部地区联赛。2016-17赛季，波尔青终于成为U17梯队主教练，并在2017-18赛季再次成为执教U19梯队的丘内的助理教练。
2017年10月初，奥斯纳布吕克与一线队主教练乔·伊诺克斯分道扬镳。丘内随即以临时主教练的身份接手这支德丙球队，波尔青继续协助其工作。大约一个月后，俱乐部决定将教练组转正。2017-18赛季，深陷降级泥潭的奥斯纳布吕克成功保级，并在2018-19赛季夺得联赛冠军，升入德乙。球队在2019-20赛季也成功在德乙保级。
至2020-21赛季，丘内转会至汉堡担任主教练，波尔青也随之重回其老东家担任助理教练，该俱乐部自2018年以来一直在德乙联赛中作赛。然而，由于球队在升级的斗争中落后，丘内于赛季最后阶段再次被解雇，由霍斯特·赫鲁贝施接替他的职位直到赛季结束。至2021-22赛季，蒂姆·瓦尔特被任命为新任主教练。波尔青与新任命的助理教练菲利普·塔帕洛维奇和尤利安·许布纳一起留在汉堡。2022年1月，波尔青的合同获延长至2024年6月30日。在瓦尔特的带领下，汉堡闯入了升级附加赛，但遭德甲俱乐部柏林赫塔淘汰。在2022-23赛季，他们又在升级附加赛中不敌斯图加特。2024年1月底，波尔青开始考取职业教练证书。大约两周后，汉堡与瓦尔特及其助教塔帕洛维奇和许布纳分道扬镳，惟体育总监约纳斯·博尔特随即任命波尔青为临时教练。他率队以2-2战平汉莎罗斯托克，之后在新任主教练斯特芬·鲍姆加特的带领下继续从事助理教练。2024年3月底，波尔青续签了原定于赛季末到期的合同。在鲍姆加特的带领下，汉堡队于2023-24赛季末排名第四，连续第六年升级失败。
2024年11月底，汉堡解雇鲍姆加特，波尔青得以再次临时执教球队。2024-25赛季第13轮比赛结束后，球队积20分位居第8，落后升级区3分。在客场3-1战胜卡尔斯鲁厄后，新任体育总监斯特凡·昆茨决定让波尔青继续执教冬歇期前的最后三场比赛。球队取得一胜两平，因此他们以28分的成绩排名第三，以仅1分之差落后升级区结束前半程。波尔青于2024年12月通过了执业证书的最后考试，随后被确认为正式主教练。在赛季后半程，汉堡迅速占据了直接升级的席位，并暂时位居榜首。至倒数第二轮，球队提前确定将时隔七年重返德甲。这意味着他即将到期的合同自动延长一年。
2025-26赛季开始前，波尔青与汉堡的合同获延长至2026年6月30日之后。